# بوزيلو دي زارزون
بلدية بوزيلو دي زارزون (بالإسبانية: Pozuelo de Zarzón)‏، هي بلدية تقع في مقاطعة قصرش والتي تقع في منطقة إكستريمادورا، غرب إسبانيا.
يبلغ عدد سكانها 601 نسمة وفقاً لإحصائية سنة (2002).